# Panilleuse
Panilleuse és un municipi francès situat al departament de l'Eure i a la regió de Normandia. L'any 2007 tenia 466 habitants.

## Demografia

### Població
El 2007 la població de fet de Panilleuse era de 466 persones. Hi havia 180 famílies de les quals 36 eren unipersonals (8 homes vivint sols i 28 dones vivint soles), 56 parelles sense fills, 84 parelles amb fills i 4 famílies monoparentals amb fills.
La població ha evolucionat segons el següent gràfic:
Habitants censats

### Habitatges
El 2007 hi havia 201 habitatges, 180 eren l'habitatge principal de la família, 17 eren segones residències i 4 estaven desocupats. 199 eren cases i 2 eren apartaments. Dels 180 habitatges principals, 169 estaven ocupats pels seus propietaris, 10 estaven llogats i ocupats pels llogaters i 1 estava cedit a títol gratuït; 3 tenien una cambra, 3 en tenien dues, 15 en tenien tres, 45 en tenien quatre i 114 en tenien cinc o més. 159 habitatges disposaven pel capbaix d'una plaça de pàrquing. A 66 habitatges hi havia un automòbil i a 104 n'hi havia dos o més.

### Piràmide de població
La piràmide de població per edats i sexe el 2009 era:
| Homes | Edats   | Dones |
| ----- | ------- | ----- |
| 0     | 95 o +  | 0     |
| 4     | 90 a 94 | 0     |
| 4     | 85 a 89 | 0     |
| 4     | 80 a 84 | 0     |
| 4     | 75 a 79 | 4     |
| 4     | 70 a 74 | 12    |
| 4     | 65 a 69 | 0     |
| 20    | 60 a 64 | 12    |
| 24    | 55 a 59 | 16    |
| 8     | 50 a 54 | 20    |
| 24    | 45 a 49 | 12    |
| 24    | 40 a 44 | 36    |
| 16    | 35 a 39 | 16    |
| 8     | 30 a 34 | 12    |
| 4     | 25 a 29 | 16    |
| 8     | 20 a 24 | 16    |
| 28    | 15 a 19 | 8     |
| 12    | 10 a 14 | 24    |
| 12    | 5 a 9   | 12    |
| 20    | 0 a 4   | 24    |

## Economia
El 2007 la població en edat de treballar era de 318 persones, 241 eren actives i 77 eren inactives. De les 241 persones actives 226 estaven ocupades (121 homes i 105 dones) i 15 estaven aturades (6 homes i 9 dones). De les 77 persones inactives 36 estaven jubilades, 18 estaven estudiant i 23 estaven classificades com a «altres inactius».

### Ingressos
El 2009 a Panilleuse hi havia 178 unitats fiscals que integraven 484 persones, la mediana anual d'ingressos fiscals per persona era de 22.242 €.

### Activitats econòmiques
Dels 15 establiments que hi havia el 2007, 2 eren d'empreses de fabricació d'altres productes industrials, 3 d'empreses de construcció, 3 d'empreses de comerç i reparació d'automòbils, 1 d'una empresa de transport, 1 d'una empresa d'hostatgeria i restauració, 1 d'una empresa d'informació i comunicació, 1 d'una empresa de serveis, 1 d'una entitat de l'administració pública i 2 d'empreses classificades com a «altres activitats de serveis».
Dels 5 establiments de servei als particulars que hi havia el 2009, 2 eren tallers de reparació d'automòbils i de material agrícola, 1 paleta i 2 electricistes.
L'any 2000 a Panilleuse hi havia 7 explotacions agrícoles.

## Equipaments sanitaris i escolars
El 2009 hi havia una escola elemental.

## Poblacions més properes
El següent diagrama mostra les poblacions més properes.